# Cyonasua
Cyonasua — вимерлий рід хижих ссавців з родини ракунових. Жив з пізнього міоцену до середнього плейстоцену Південної Америки. Скам'янілості були знайдені в Аргентині, Болівії, Уругваї та Венесуелі. Найстарішим добре датованим скам'янілим решткам приблизно 7.3 мільйона років. Більшість скам'янілостей Cyonasua належать від пізнього міоцену до раннього пізнього пліоцену, але один зразок раннього плейстоцену (голотип і єдиний відомий зразок Cyonasua meranii) вказує на те, що представники цього роду зберігся щонайменше 0.99 мільйона років тому.
Cyonasua є найстарішим наземним хижаком, відомим з Південної Америки, і представляє найбільш ранніх безперечних мігрантів ссавців на південь Великого американського обміну. Cyonasua з'являється в літописі скам'янілостей набагато раніше, ніж інші групи іммігрантів Північної Америки, більшість з яких з'явилася до 3 мільйонів років тому, включаючи інших хижаків, багато з яких з'явилися в Південній Америці лише на початку плейстоцену (приблизно 1.2 мільйона років тому).
Cyonasua прибув до Південної Америки, коли в екосистемах там ще домінували метатерійні хижаки, а саме спарассодонти та хижі опосуми. На відміну від більшості спарасодонтів, які були гіперм'ясоїдними, Cyonasua був всеїдним, і вважається, що він не конкурував безпосередньо зі спарассодонтами за їжу. Вважається, що це одна з можливих причин, чому Cyonasua та його близькі родичі змогли колонізувати Південну Америку за багато мільйонів років до інших хижаків.
Cyonasua був значно більшим за будь-якого сучасного ракуна, важивши приблизно 15–25 кг, приблизно такого ж розміру, як собака середнього розміру. Однак він був значно меншим за свого пізнішого родича Chapalmalania, який був розміром з маленького ведмедя. Вважається, що Chapalmalania тісно споріднений з Cyonasua і навіть Chapalmalania походить від виду Cyonasua в Південній Америці, при цьому Cyonasua, як традиційно визначають, потенційно є парафілетичним.
Кістки кінцівок Cyonasua свідчать про те, що цей рід був загалом наземним ссавцем з певною здатністю копати і лазити. Скам'янілості Cyonasua були знайдені всередині викопних нір, але вважають, що вони були створені великим броненосцем Ringueletia і пізніше зайняті Cyonasua. Зуби Cyonasua свідчать, що він був всеїдним, більш м'ясоїдним, ніж більшість живих ракунових, але менш м'ясоїдним, ніж сучасні Bassariscus.

## Види
- †C. argentina
- †C. brevirostris
- †C. clausa
- †C. groeberi
- †C. longirostris
- †C. lutaria
- †C. meranii
- †C. pascuali
- †C. robusta